# Shunga (kunst)

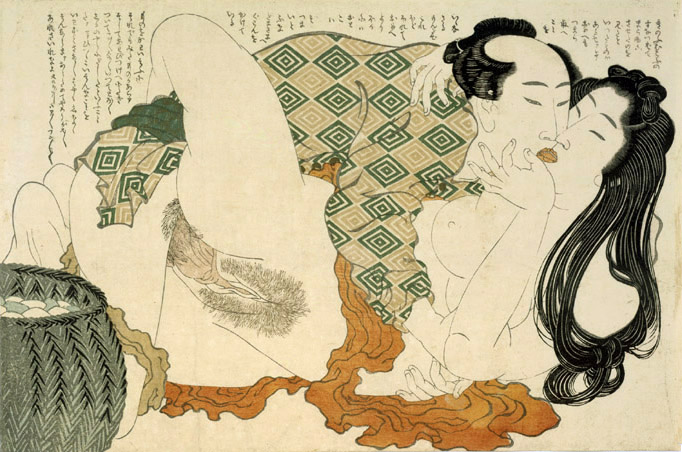
Twee geliefden, Hokusai
Uit de Adonis Plant (Fukujusō) blokdruk, uit een set van 12, ōban ca. 1815

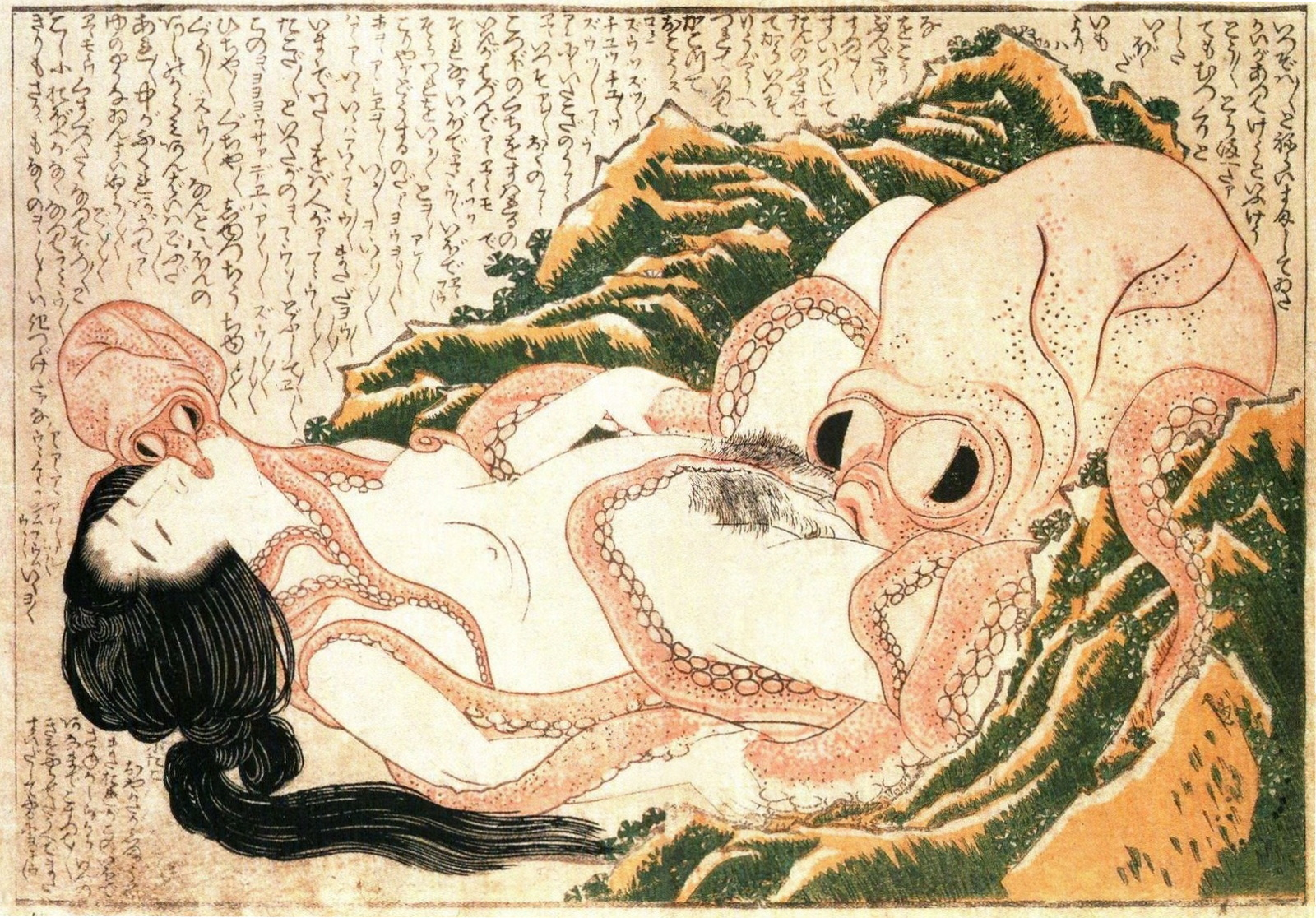
De droom van de vrouw van de visser, Hokusai, 1814

Shunga (春画) is een Japanese term voor erotische kunst. De meeste shunga zijn ukiyo-e, meestal uitgevoerd als blokdruk. Alhoewel ze zeldzaam zijn, bestaan er geschilderde rollen van voor de Ukiyo-e-beweging. Letterlijk vertaald betekent shunga beeld van de lente, waar "lente" een gebruikelijk eufemisme is voor seks.

## Collecties
De volgende musea bezitten shunga:
- Koninklijke Musea voor Kunst en Geschiedenis te Brussel als deel van een collectie van meer dan 7500 ukiyo-e prenten[2]
- Honolulu Museum of Art[3]
- British Museum[4]
- Österreichisches Museum für angewandte Kunst te Wenen als deel van een collectie van meer dan 4200 ukiyo-e prenten[5]

## Bekende shunga-artiesten
- Hishikawa Moronobu
- Isoda Koryūsai
- Katsukawa Shunchō
- Katsushika Hokusai
- Kawanabe Kyōsai
- Keisai Eisen
- Kikukawa Eizan
- Kitagawa Utamaro
- Miyagawa Isshō
- Nishikawa Sukenobu
- Torii Kiyonaga
- Suzuki Harunobu
- Utagawa Kuniyoshi
- Utagawa Kunisada
- Utagawa Hiroshige
- Yanagawa Shigenobu